# Partido Popular (Cabo Verde)
El Partido Popular o Partido Popular de Cabo Verde es un partido político caboverdiano de ideología izquierdista fundado en abril de 2015 por Amândio Barbosa Vicente y registrado finalmente en septiembre del mismo año, lo que lo convierte en el partido más recientemente fundado del país. El PP centra su discurso en la lucha por la justicia social y la diversificación económica, al tiempo que critica el sistema bipartidista imperante entre el Partido Africano de la Independencia de Cabo Verde y el Movimiento para la Democracia.
El partido disputó las elecciones parlamentarias de 2016 y obtuvo solo 777 votos, no logrando ninguna representación en la Asamblea Nacional. En las elecciones municipales obtuvo solo 342 votos. En las elecciones municipales de 2020 logró un acuerdo con el PAICV en el municipio de Boavista, disputando solo la categoría de concejales y obteniendo el 20,6% de los votos y 3 escaños en la Asamblea Municipal. En las elecciones parlamentarias de 2021 logró el 2,93% de los votos en Boavista, pero no alcanzó a conseguir escaños y obtuvo menos votos totales que en los anteriores comicios.
El PP fue el único partido político caboverdiano que repudió abiertamente la detención del empresario colombiano Alex Saab en junio de 2020 y exigió su liberación, considerando que se trataba de una «subordinación a los intereses de los Estados Unidos» por parte del gobierno de Ulisses Correia e Silva.

## Resultados electorales

### Elecciones parlamentarias
|  | 0.34 % |

|  | 0.34 % |